# Divadlo Rønne
Divadlo Rønne, také známé jako Bornholmské divadlo, se nachází ve městě Rønne na ostrově Bornholm v Dánsku. Jeho sídlem je historický dům z roku 1783, v roce 1823 rozšířený o divadelní prostory, čímž se stal nejstarším provinčním divadlem v zemi. Divadlo pravidelně hostí amatérská představení, operní produkce a kabarety. Budova je od roku 1938 je památkově chráněna. V roce 2001 prošla významnou rekonstrukcí, během níž byl vybudován foyer a instalována nová sedadla, takže hlediště pojme 302 diváků. Divadlo každoročně navštíví přibližně 25 000 lidí.

## Historie
Historie divadla sahá do roku 1818, kdy tři mladí lidé z Bornholmu přišli s nápadem přeměnit tehdejší karnevalové maškary ve skutečná divadelní představení. Dne 2. února 1818 byly v sále paní Wolffsenové na karnevalové pondělí uvedeny scény z díla Ludviga Holberga Jean de France. Úspěch vedl k založení divadelního souboru Ei Blot til Lyst 4. dubna téhož roku. Na podporu projektu se vybralo 4444 dánských tolarů, za které soubor v dnešní Teaterstræde postavil divadlo. Prvním představením byla hra Augusta Kotzebuea Špatná nálada (De onde Luner), premiérovaná 29. listopadu 1823. Navzdory různým opravám a přestavbám, kterými divadelní budova prošla, zůstalo samotné jeviště beze změn až do současnosti. Bornholmské divadlo se stalo významným dějištěm kulturních událostí a je aktivně podporováno místní samosprávou.

## Současnost
Bornholmské divadlo je regionální divadelní instituce, která nejen uvádí vlastní produkce, ale také hostí představení jiných divadelních souborů. Významnou každoroční událostí je Bornholmská revue. Divadlo pořádá oblíbená letní představení a ve spolupráci s Bornholmskou divadelní školou také nabízí místním dětem prostor, ve kterém se mohou seznámit s divadelním uměním. Finančně divadlo podporuje krajský úřad Bornholm.